# Pierre Lienert
Pierre Lienert, né le 7 octobre 1898 à Épinal et mort le 25 avril 1926 à Asnières, est un footballeur français évoluant au poste d'arrière gauche.

## Carrière
Pierre Lienert évolue au CASG Paris dans les années 1920,,. Il y remporte en tant que capitaine la Coupe de France de football 1924-1925 en battant en finale le FC Rouen.
En 1925, il connaît sa première et unique sélection en équipe de France de football. Il affronte le 10 avril 1925 lors d'un match amical l'équipe d'Autriche de football. Les Français s'inclinent lourdement sur le score de quatre buts à zéro. 